# Клейнмихель, Мария Эдуардовна
Графиня Мария Эдуардовна Клейнмихель (урождённая графиня Келлер; 1846, Киев — 19 ноября 1931, Париж) — писательница, хозяйка великосветского салона в Петербурге, который посещали государственные деятели и крупные чиновники конца XIX — начала XX веков. После революции опубликовала воспоминания «Из потонувшего мира».

## Биография
Графиня Мария Эдуардовна Келлер родилась в 1846 году в Киеве, где её отец, граф Эдуард Фёдорович Келлер (1819—1903), находился на службе в канцелярии киевского губернатора. Принадлежавший к русской ветви прусского рода Келлеров, он сделал блестящую карьеру, став в 1863 году сенатором. Мать, Мария Ивановна Ризнич (1827—1895/1914), имела сербско-польские корни. Её родители: одесский негоциант Иван Степанович Ризнич и Полина Ржевуская, сестра Эвелины Ганской и Каролины Собаньской. Восприемниками Марии Эдуардовны стали киевский генерал-губернатор Дмитрий Гаврилович Бибиков, под началом которого служил отец, и бабушка Софья Михайловна Келлер (1795—1880), дочь польского графа-просветителя Борха. Дети Келлеров получили достойное образование и воспитание.
Семья много путешествовала, вынужденная следовать к новым местам назначения отца. Мария Эдуардовна вспоминала о визите императора Александра, который посетил семью в Минске, куда в 1858 году граф Келлер был назначен Минским гражданским губернатором, и пообещал десятилетней Марии фрейлинский шифр, а её братья Фёдор и новорожденный Александр были пожалованы в пажи. Находясь в Польше, Мария Эдуардовна с сёстрами была приглашена ко двору наместника великого князя Константина Николаевича, чтобы составить компанию его дочерям — великим княжнам Ольге и Вере. Келлеры жили широко, и их дом был открыт для польской и русской аристократии. В числе гостей бывала и Мария Калергис, которая «часто играла у нас на рояле».
Находясь с матерью и сестрой в Париже, 16-летняя Мари увлеклась сорокапятилетним (на самом деле он был только на 21 год старше Марии) советником посольства графом Эбергартом Сольмс-Зонненвальде, «высоким, стройным блондином, обладавшим изысканной внешностью». Младший сын многочисленного семейства, он вёл рассеянную жизнь аристократа: служил в конно-гвардейском полку, делал долги и волочился за женщинами. Истолковав интерес графа как залог помолвки, Мария написала письмо императору Вильгельму, в котором просила о новом назначении для Сольмса, чтобы улучшить его материальное положение и сделать возможной их официальную помолвку. Несмотря на то, что Сольмс получил назначение «заведующего делами императора Максимилиана Мексиканского», о чём Вильгельм и сообщил в ответном письме, помолвки не последовало, а скандал, вызванный безрассудным поступком дочери, вынудил графа забрать девушку в Петербург.
Вернувшись в Россию, Мария Эдуардовна стала фрейлиной императрицы Марии Александровны. Её подругами были княжна Мещерская и Саша Жуковская, которые в итоге были вынуждены покинуть двор из-за своих романов с членами императорской семьи. Со временем Мария Эдуардовна была назначена ко двору великой княгини Александры Иосифовны, где заменила Прасковью Ильиничну Бибикову, ставшую женой князя А. И. Кропоткина (1816—1903).
В 1871 году Мария Эдуардовна вышла замуж за графа Николая Петровича Клейнмихеля (1836—1878), сына николаевского министра, и покинула двор. Венчание состоялось 30 апреля во Введенской церкви Константиновского дворца. В 1870-е она была в курсе всех дел двора, ибо великая княгиня часто приглашала её «поболтать», а место графини заняла её сестра Анна Эдуардовна. Брак, однако, долго не продлился: Николай Петрович заболел скоротечной чахоткой и скончался во время лечения в Ментоне. В том же 1878 году произошёл развод родителей: Мария Ивановна Келлер оставила мужа и детей и вышла замуж за Александра Сент-Ива, который был моложе невесты на 15 лет. Супруги поселились в Италии и использовали фамилию д’Альвейдр по одноименному поместью, приобретённому Марией Ивановной. Под влиянием отчима Мария некоторое время увлекалась оккультными науками. Ещё одним увлечением графини с детских лет были лошади, позднее — автомобили. Так, 29 мая (11 июня) 1903 года «Русский листок» сообщал: «26-го мая на автомобильном корсо в Петербурге первый приз в виде серебряной вазы для фруктов получил роскошный автомобиль графини Клейнмихель, второй приз (ваза) получил москвич Солдатенков, машина которого представляла собой роскошный букет лиловой сирени».
Овдовев, Мария Эдуардовна часто путешествовала, посещая разбросанных по Европе многочисленных родственников. Вместе с братом Фёдором она отправилась в Константинополь, куда Келлер был отправлен военным атташе. Везде она находилась в центре светской жизни, нередко выполняя личные поручения членов императорской семьи. Себя графиня считала космополиткой, приписывая это тому обстоятельству, что в ней «течёт кровь различных национальностей» и у неё «такое разнородное родство».
В 1893 году графиня Клейнмихель арендовала сроком на 90 лет дом на Каменном острове, который стал одним из центров светской жизни тех лет, равно как и особняк Марии Эдуардовны на Сергиевской улице, 33-37. Дачу неоднократно перестраивали, пока архитектор И. А. Претро не придал дому черты готического стиля: кровля с высоким шпицем над центральным двухэтажным объёмом и неоготические ворота, изготовленные в 1912 году на заводе Сан-Галли по проекту Мейбома. Интерьеры особняка были запечатлены на фотографиях К. К. Буллы, опубликованных в журнале «Столица и усадьба».

«Петербургская газета» в июне 1910 года сообщала: «…многолюдные собрания на Каменноостровской даче у графини Клейнмихель по четвергам, когда на площадке перед дачей весь вечер и за полночь многочисленные моторы и autocars ожидают разъезда гостей. Салоны любезной и гостеприимной хозяйки летом на даче, так же как и зимой, в приемные дни, наполняются многочисленными посетителями. Здесь собирается весь великосветский Петербург, все иностранные дипломаты, приезжающие из-за границы знатные лица, привлеченные как любезным и приветливым радушием приема, так и перспективой интересной беседы с хозяйкой дома и посетителями её салона». Современники считали салон политическим и прогерманским, но сама графиня Клейнмихель в своих мемуарах писала:
Имела ли я политический салон? Я утверждаю, что не имела. Одни поздравляли меня с этим салоном, будто бы пользовавшимся европейской славой, другие говорили о нем с возмущением. На самом же деле этого салона никогда не существовало, — существовал он только в воображении тех, которые у меня не бывали и лишь читали в газетах о моих приемах, где перечислялись среди других многих гостей послы и министры. Они считали эти, чисто светские, приемы политическими.
Приёмы и балы графини Клейнмихель пользовались большим успехом и нередко становились главным событием светского сезона. Великая княгиня Ольга Александровна вспоминала, что о её «балах-маскарадах говорил весь петербургский свет. Богатая, эксцентричная, чуть-чуть прихрамывавшая, графиня редко покидала свой особняк, и каждый, кто занимал хоть какое-то положение в обществе, считал честью быть приглашенным к ней в дом. Это была гранд-дама до кончиков ногтей и в то же время необычайно проницательная и умная женщина. Каким-то образом ей удавалось узнавать сокровенные тайны почти всего петербургского общества. Её особняк прослыл рассадником сплетен».

Любопытно, что на этих приемах <в светском Петербурге> почти нельзя было встретить представителей многочисленного в Петербурге дипломатического корпуса. Но зато они были желанными гостями в единственном в своем роде политическом салоне графини Клейнмихель. Эта стареющая вдова была, между прочим, близко знакома с императором Вильгельмом. Однажды в Берлине наш хорошо осведомленный военный атташе сказал, проходя со мной по Аллее побед:

— Всем здесь поставили памятники, а вот старуху Клейнмихель забыли… а уж она заслужила перед немцами.— Игнатьев А. А. Пятьдесят лет в строю. Книга I, глава 6. — М.: Воениздат, 1986. — С. 85. — ISBN 5-203-00055-7.
На масленицу, в конце января 1914 года Мария Эдуардовна «устроила у себя костюмированный вечер, который стал происшествием в петербургском большом свете». Бал был устроен с целью представить свету племянниц графини, дочерей В. П. Клейнмихеля. Было разослано свыше 300 приглашений, но желающих было намного больше и, по словам Марии Эдуардовны, «каждый оставлявший у меня свою визитную карточку рассчитывал на приглашение и, не получив такового, становился моим врагом». Костюмы для праздника в стиле «Тысячи и одной ночи» разрабатывал Леон Бакст. Исполнительницами танцев были выбраны самые красивые дамы высшего света: « великая княгиня Виктория Федоровна, супруга великого князя Кирилла Владимировича, вместе с великим князем Борисом Владимировичем стала во главе восточной кадрили. Всех красивейших, изящнейших женщин Петербурга великая княгиня просила принять участие в этом танце. Среди них назову княжну Ольгу Орлову, графиню Марию Кутузову, мисс Муриель Бьюкенен, княгиню Наталию Горчакову, мистрисс Джаспер Ридлей (дочь нашего посла в Париже, графа Бенкендорфа) и многих других».
С началом войны положение графини Клейнмихель стало ухудшаться. По Петрограду стали распространяться слухи о том, что Мария Эдуардовна «послала императору Вильгельму, в коробке от шоколада, план мобилизации и что она была арестована и теперь уже повешена». По мнению графини, распространением слухов занимался Павел Владимирович Родзянко, брат председателя Государственной думы, из-за её отказа в приглашении на бал. В 1914 году графиня на свои средства организовала в особняке на Каменном острове госпиталь.
27 февраля 1917 года графиня Клейнмихель, предупреждённая прислугой, покинула свой дом и провела несколько дней сначала в соседнем доме у барона Пиллар фон Пильхау, наблюдая из окна за разграблением особняка и винных погребов, а позднее перебралась в китайское посольство. Через три дня она была задержана и доставлена в Государственную Думу для допроса, где ей предъявили обвинения в том, что она якобы стреляла с крыши дома из пулемёта по революционным отрядам, а также по телефону ведёт переговоры с германским императором Вильгельмом. В  связи с абсурдностью обвинений Мария Эдуардовна вскоре была освобождена. Во время Октябрьской революции графиня Клейнмихель удерживалась под арестом в своём доме под охраной из тридцати трёх матросов. Вскоре охрана была усилена, прибыли ещё 15 солдат Волынского полка. Они устроили призовую стрельбу на парадной лестнице, выбрав целью портреты императорской семьи. Мария Эдуардовна вместе с компаньонкой и двумя горничными запиралась на ключ и устраивала около двери баррикады из стульев. После семинедельного ареста графиня была освобождена. Вскоре всё имущество Клейнмихелей было национализировано, и Мария Эдуардовна жила в квартире у князя Лобанова на углу Миллионной и Мойки.
В конце 1918 года графиня Клейнмихель стала обращаться в различные инстанции для получения документов на выезд из Советской России и в апреле 1919 года покинула Петроград, проведя несколько месяцев в Стокгольме, позднее перебравшись в Германию. В 1922 году графиня Клейнмихель опубликовала свои мемуары под названием «Из потонувшего мира», в следующем году с значительными купюрами они вышли и в России. Лев Троцкий в «Истории русской революции» отзывался о книге так:
Циничные мемуары старой интриганки Клейнмихель с замечательной яркостью показывают, какой сверхнациональный характер отличал верхи аристократии всех стран Европы, связанные узами родства, наследования, презрения ко всему нижестоящему и … космополитического адюльтера в старых замках, на фешенебельных курортах и при дворах Европы.
Последние годы графиня Мария Клейнмихель провела во Франции, где и скончалась 19 ноября 1931 года. Она похоронена на кладбище в Версале рядом со своим братом Александром.

## Дети
- Ольга (1874—1946) — с 29 апреля 1894 года супруга барона Модеста Николаевича Корфа (1862—1912), камергера.
- Мария (1879—1916) — фрейлина, супруга обер-церемониймейстера Николая Николаевича Лопухина (1857—1947), русского атташе в Дармштадте и Мюнхене; внука П. Ф. Лопухина.

### Комментарии
1. ↑  Его первая жена, Амалия Ризнич, была предметом страсти Пушкина в период южной ссылки и адресатом нескольких  стихотворений.
2. ↑   Салон графини Клейнмихель и его хозяйка упомянуты В. С. Пикулем в романе «На задворках Великой империи»